# Pierre Ibisch
Pierre Leonhard Ibisch (* 1967 in Flensburg) ist ein deutscher Biologe und Professor für „Nature Conservation“ an der Hochschule für nachhaltige Entwicklung Eberswalde, vormals Fachhochschule Eberswalde. Von 2007 bis 2009 war er dort Dekan des Fachbereichs Forstwirtschaft bzw. „Wald und Umwelt“ und damit Mitglied des Präsidiums der Hochschule. Die Umbenennung des Fachbereichs, im Jahre 2007, erfolgte im Rahmen seines Dekanats. Seit 2009 ist er einer der ersten Forschungsprofessoren der Hochschule. Er ist Direktor des von ihm mitbegründeten Centre for Econics and Ecosystem Management. Die Ukrainische Nationale Forstuniversität in Lviv (Ukrainian National Forestry University) verlieh ihm die Ehrendoktorwürde.

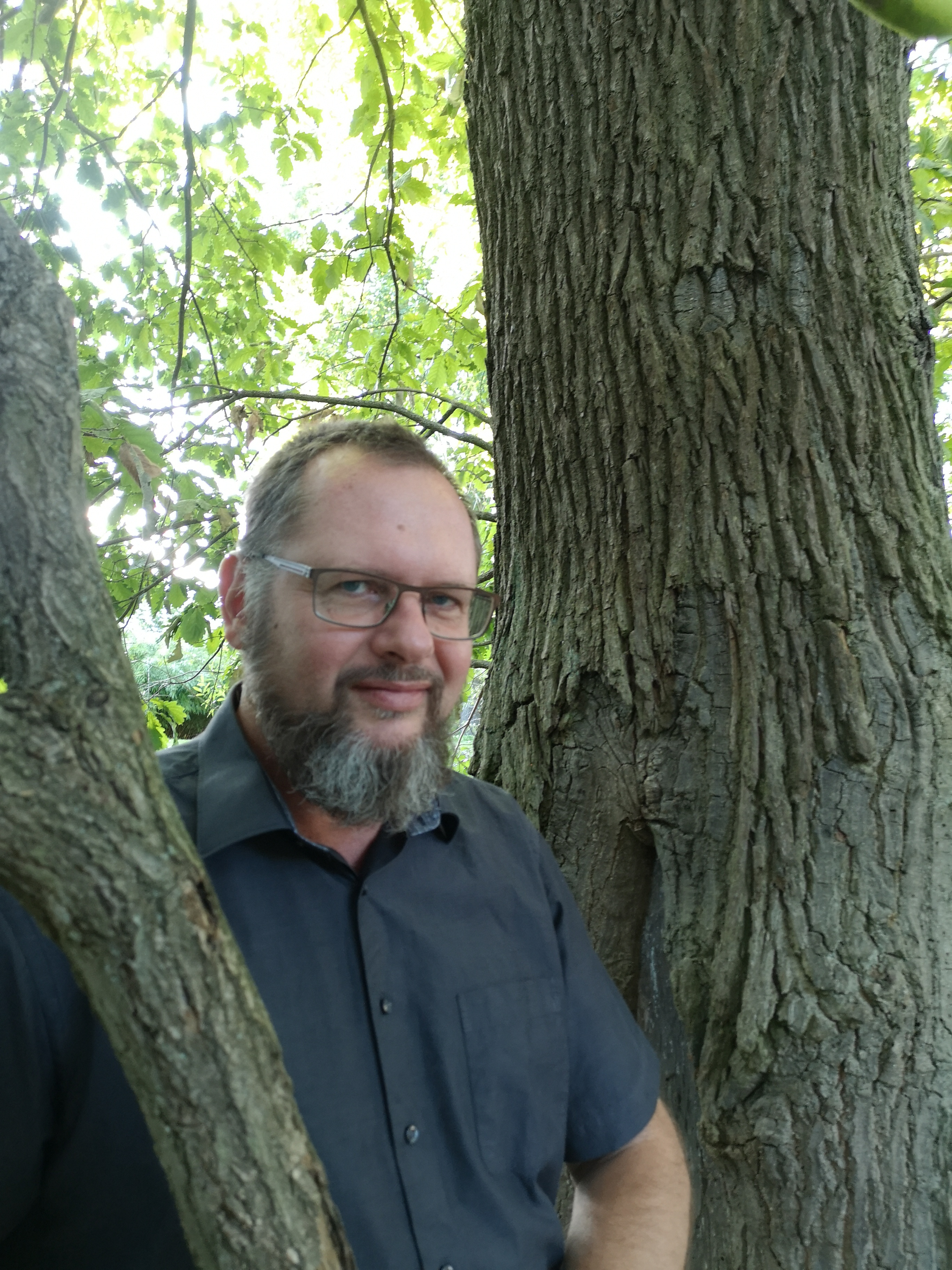
Pierre Ibisch (2020) (Foto HNEE)

## Leben
Pierre Ibisch wuchs in Flensburg auf und machte dort am Alten Gymnasium 1986 Abitur. An der Universität Bonn studierte er anschließend Biologie mit den Prüfungsfächern Botanik, Zoologie und Physik. Von 1993 bis 1996 promovierte er in Bonn mit einer Arbeit zu den Aufsitzerpflanzen Boliviens mit dem Titel Neotropische Epiphytendiversität – das Beispiel Bolivien. Er ist ein Schüler des Botanikers und Makroökologen Wilhelm Barthlott.
Im November 2002 erhielt er die Lehrbefugnis für Botanik mit einer interdisziplinär ausgerichteten Arbeit (Erhaltung der pflanzlichen Vielfalt des Megadiversitätslandes Bolivien. Problemanalyse und Bewertungsmethoden sowie Erhaltungsstrategien und ökoregionale Leitbilder). Ibisch arbeitete in Bolivien unter anderem auch im Rahmen von Vorhaben der GTZ und als Integrierte Fachkraft des CIM-(1997–2003). Seit 2004 ist er Professor in Eberswalde.

## Bedeutung
Seine fachlichen Schwerpunkte sind globaler (Umwelt)-Wandel und Naturressourcenmanagement (unter anderem Entwicklung von Anpassungsstrategien, nachhaltige Entwicklung und globaler Wandel), Naturschutz, Biodiversität und Waldökologie. Langjährig war er in der landschaftsökologischen und naturschutzfachlichen Forschung in Südamerika tätig. Zwischen 1991 und 2003 lebte und arbeitete er neun Jahre lang in Bolivien und unterstützte u. a. als Leiter der Wissenschaftsabteilung die Naturschutzorganisation Fundación Amigos de la Naturaleza (FAN). Unter anderem beschäftigte er sich mit Biodiversitätskartierung und ökoregionaler Naturschutzplanung (z. B. im Chiquitano-Trockenwald oder in den Bergregenwälder des Andennordostabhangs). Er gab 2003 mit Gonzalo Mérida das Buch 'Biodiversidad - la riqueza de Bolivia' heraus (2004 auf Englisch, 2. Auflage 2008), welches in Bolivien zu einem wichtigen Lehrbuch geworden ist. Inzwischen ist er nicht nur in Deutschland, sondern mit verschiedenen Projekten weltweit tätig. Zusammen mit einem internationalen Kollegium der Roadless Initiative der Society for Conservation Biology arbeitet er zur Bedeutung der straßenlosen Räume im Naturschutz. Im waldökologischen Kontext arbeitet seine Arbeitsgruppe unter anderem zum Mikroklima von Waldökosystemen und die Effektivität von Zertifizierungssystemen wie etwa Forest Stewardship Council.
Ein besonderes Anliegen Pierre Ibischs ist das adaptive Management im Naturschutz. Er ist Mitbegründer der sogenannten MARISCO-Methodik. Pierre Ibisch hat sich der botanischen Forschung gewidmet und zur Entdeckung und Beschreibung einer größeren Zahl von neuen Arten beigetragen. Sein botanisches Autorenkürzel lautet „Ibisch“.
Zusammen mit Peter Hobson vom Writtle College in England hat er 2011 das „Centre for Econics and Ecosystem Management“ gegründet.
Ibisch nimmt Stellung zu gesellschaftlichen Fragen und einer künftigen Ausrichtung einer ökologisch nachhaltigen Politik, die anerkennt, dass die Menschheit und ihr gesamtes Wirtschaften vom globalen Ökosystem abhängt.

„Sich an Grenzen auszurichten heißt, dass es keine Tabus geben darf. Alles muss auf den Prüfstand, wir müssen ggf. lernen, lieb gewonnene ‚Errungenschaften‘ loszulassen. Der Weg zu einer wahrhaftigen Nachhaltigkeit bedarf einer ‚neuen ökologischen Radikalität‘ im Sinne von ‚weniger alter Politik‘ und des konsequenten Ausrichtens an der Funktionstüchtigkeit der Ökosysteme, die uns tragen.“

„Nicht allein die gefährlichen technologischen Ansätze wie Geoengineering bzw. Klimamanipulationen können uns unübersehbare Umweltkosten bescheren, die zukünftige Generationen werden bezahlen müssen. Gefährlich ist auch, wenn sich angesichts der nicht zu leugnenden gigantischen Bedrohung durch den Klimawandel die Ökosystemvergessenheit unserer Gesellschaften verstärkt. Es geht nicht nur um Kohlenstoff. Man sollte sich nicht leichtfertig einer karbonisierten Sicht auf den Welthaushalt anschließen, wenn der entscheidende Punkt fehlt: Die Erfindung der Postwachstumswirtschaft für unsere globale Gesellschaft. Ohne ein sehr starkes Abbremsen des globalen Bevölkerungs- und Konsumwachstums werden alle anderen Innovationen Kosmetik sein oder schlicht unmöglich.“

Gemeinsam mit Jörg Sommer plädiert er für einen ökohumanistischen Umgang mit dem globalen Wandel. Sie umreißen in ihrem Ökohumanistischen Manifest das Konzept des Ökohumanismus; dieser sei eine angemessene Philosophie des Anthropozän. So müssten sich etwa Wirtschaft und Technologie auf den Menschen ausrichten und zu einem „Guten Leben“ beitragen, aber vom ökologischen Denken ausgehen und die planetaren Grenzen des Wachstums anerkennen.

„Die kommenden gesellschaftlichen Großkonflikte werden ganz erheblich von ökologischen Faktoren beeinflusst. Dennoch wird die ökologische Frage nicht im Zentrum stehen, da kurz- und mittelfristig soziale Spannungen in den Vordergrund drängen. Wie kann sie dennoch die nötige Berücksichtigung erfahren? Durch eine Weiterentwicklung ökologischen Denkens zu einem radikalen und globalen Ökohumanismus.“

Im Rahmen der aktuellen Waldkrise äußert er sich regelmäßig öffentlich zu Fragen des Umgangs mit waldbrand-, hitze- und dürrebedingten Waldschäden sowie zur Anpassung der Waldbewirtschaftung an den Klimawandel. Seine Standpunkte zum Waldumbau stoßen allerdings in der Diskussion auch auf Kritik bezüglich der (finanziellen) Umsetzbarkeit. Einige Kritiker empfinden die Forderungen als zu radikal. Ibisch hat sich als Sachverständiger im Deutschen Bundestag nicht nur für einen ökosystembasierten Umgang mit dem Wald ausgesprochen und sieht eine unterschätzte Systemkrise, sondern plädiert auch für eine angemessene gesamtökonomische Rechnung bzw. Gemeinwohlbilanz der Forstwirtschaft, die von versteckten Subventionen profitiere sowie nicht nur für Wertschöpfung, sondern auch für eine Schadschöpfung verantwortlich sei. Er spricht sich auch für neuartige Formen der Förderung von Ökosystemleistungen aus wie etwa einer Kühlungsprämie für Wald, der sich selbst und die Landschaft effektiv kühlt und im Klimawandel stabilisiert. Auch als Gastautor des Focus Online Experts Circle kommentiert er umwelt- und waldpolitische Fragestellungen und fordert unter anderem, dass die Forstwirtschaft ihr Handeln selbstkritisch hinterfragen möge.
Seit der Ausgabe 2017/2018 war er bis 2021 Mitherausgeber des Jahrbuchs Ökologie. 2018 erschien das von ihm mit herausgegebene Buch „Der Mensch im globalen Ökosystem - Einführung in die nachhaltige Entwicklung“ (englische Ausgabe Humans in the Global Ecosystem An Introduction to Sustainable Development). Das gemeinsam mit Peter Wohlleben verfasste Buch Waldwissen - Vom Wald her die Welt verstehen war ab dem Erscheinen im Frühjahr 2023 monatelang auf der Spiegel-Bestsellerliste (Paperback). Das Buch enthält ein Manifest für die sozialökologische Waldbewirtschaftung. Diese neue Denkrichtung wurde von Pierre Ibisch und Mitstreitern an der Hochschule für nachhaltige Entwicklung Eberswalde 2024 im Beisein der Bundesumweltministerin Steffi Lemke als Alternative zur konventionellen forstlichen Ausbildung als neuer Bachelor-Studiengang begründet.
Hochschulpolitisch streitet er in Deutschland für das Promotionsrecht der Fachhochschulen. Mit Constance Engelfried gab er ein Buch zum Thema heraus.
2020 wurde ihm von der Nationalen Forstuniversität der Ukraine (UNFU) die Ehrendoktorwürde verliehen.

## Engagement
Pierre Ibisch engagiert sich als Referent und in beratender Funktion in verschiedenen Gremien. Er war z. B. Mitglied des Leitungsgremiums der Society for Conservation Biology – Europe Section. Er engagierte sich als Mitglied des wissenschaftlichen Komitees auch in der Vorbereitung und Ausrichtung des European Congress of Conservation Biology. Er war Stellvertretender Vorsitzender der Deutschen Umweltstiftung (2015–2022), Vertrauensdozent der Heinrich-Böll-Stiftung und Mitglied einer Auswahlkommission des DAAD. Er ist Mitglied des Kuratoriums des Naturschutzbunds Deutschland (NABU) und des Beirats der Naturwald-Akademie.

## Veröffentlichungen
Pierre Ibisch ist (Ko-)Autor von mehr als 610 Schriften in englischer, spanischer und deutscher Sprache.
- mit Peter Wohlleben: Waldwissen. Ludwig Verlag, München 2023, ISBN 978-3-453-28149-3.

## Entdeckte und benannte Pflanzen- und Tierarten
Nach Pierre Ibisch sind drei Pflanzen (die Bromelie Puya ibischii R. Vásquez sowie die Orchideen Stelis ibischiorum Luer & R.Vásquez und Telipogon ibischii (R.Vásquez) N.H.Williams & Dressler) und eine Tierart benannt worden (Oreobates ibischi (Reichle, Lötters & De la Riva, 2001)). Er ist Koautor des madegassischen Plattschwanzgeckos Uroplatus henkeli Böhme & Ibisch. Zudem beschrieb er selbst zumeist mit anderen Koautoren wie vor allem Roberto Vásquez viele weitere Pflanzen, die überwiegend in Bolivien vorkommen (v. a. Bromelien der Gattungen Bromelia, Fosterella, Pitcairnia, Puya; zudem verschiedene Orchideen und Vellozien wie Vellozia andina).